# Rajd Portugalii 1978
Rajd Portugalii 1978 (12. Rallye de Portugal – Vinho do Porto) – 12. Rajd Portugalii rozgrywany w Portugalii w dniach 19–23 kwietnia. Była to czwarta runda Rajdowych Mistrzostw Świata producentów w roku 1978 oraz zarazem piąta runda Rajdowych Mistrzostw Świata kierowców tzw. Pucharu FIA Kierowców. Rajd został rozegrany na szutrze i asfalcie. Bazą rajdu było miasto Estoril.

## Wyniki końcowe rajdu[1]
| Msc. | Kierowca            | Pilot             | Samochód             | Czas    | Strata   | Grupa | Pkt zespół | Pkt kierowca |
| ---- | ------------------- | ----------------- | -------------------- | ------- | -------- | ----- | ---------- | ------------ |
| 1    | Markku Alén         | Ilkka Kivimäki    | Fiat 131 Abarth      | 7:45,33 | 0,0      | 4     | 10+8       | 9            |
| 2.   | Hannu Mikkola       | Arne Hertz        | Ford Escort RS1800   | 7:50,01 | +4,28    | 4     | 9+7        | 6            |
| 3.   | Jean-Pierre Nicolas | Vincent Laverne   | Ford Escort RS1800   | 8:01,01 | +15,28   | 4     |            | 4            |
| 4.   | Ove Andersson       | Henry Liddon      | Toyota Celica 2000GT | 8:13,27 | +27,54   | 2     | 7+8        | 3            |
| 5.   | Achim Warmbold      | Claes Billstam    | Opel Kadett GT/E     | 8:28,42 | +43,09   | 2     | 6+7        | 2            |
| 6.   | Anders Kulläng      | Bruno Berglund    | Opel Kadett GT/E     | 8:36,42 | +51,09   | 2     |            | 1            |
| 7.   | Timo Mäkinen        | Jean Todt         | Peugeot 104 ZS       | 8:50,36 | +1:05,03 | 2     | 4+5        |              |
| 8.   | Carlos Torres       | Pedro de Almeida  | Ford Escort RS2000   | 9:11,35 | +1:26,02 | 1     |            |              |
| 9.   | André Martinho      | António Morais    | Porsche 911          | 9:31,24 | +1:45,51 | 4     | 2+5        |              |
| 10.  | Carlos Fontaínhas   | Rogério Seromenho | Ford Escort RS       | 9:46,36 | +2:01,03 | 2     |            |              |

## Punktacja

### Klasyfikacja producentów
| Lp. | Producent | Pkt. |
| --- | --------- | ---- |
| 1   | Fiat      | 46   |
| 2   | Ford      | 41   |
| 2   | Porsche   | 41   |
| 4   | Opel      | 35   |
| 5   | Peugeot   | 27   |

- Uwaga: Tabela obejmuje tylko pięć pierwszych miejsc.

### Klasyfikacja  FIA Cup for Rally Drivers
| Lp. | Producent           | Pkt. |
| --- | ------------------- | ---- |
| 1   | Jean-Pierre Nicolas | 22   |
| 2   | Markku Alén         | 17   |
| 3   | Björn Waldegård     | 12   |
| 3   | Hannu Mikkola       | 12   |
| 5   | Ari Vatanen         | 11   |

- Uwaga: Tabela obejmuje tylko pięć pierwszych miejsc.